# Jiangtou, Guangdong
Jiangtou (kinesiska: 江头) är en köping i sydöstra Kina. Den ligger i Nanxiong i staden Shaoguan i provinsen Guangdong, omkring 250 kilometer nordost om provinshuvudstaden Guangzhou. Antalet invånare är 6 861. Befolkningen består av 3 404 kvinnor och 3 457 män. Barn under 15 år utgör 24,0 %, vuxna 15-64 år 63 %, och äldre över 65 år 12,0 %.